# Tarvavuori
Tarvavuori är en kulle i Finland. Den ligger i Nousis och landskapet Egentliga Finland, i den sydvästra delen av landet, 160 km väster om huvudstaden Helsingfors. Toppen på Tarvavuori är 60 meter över havet.
Terrängen runt Tarvavuori är huvudsakligen platt. Runt Tarvavuori är det ganska tätbefolkat, med 60 invånare per kvadratkilometer. Närmaste större samhälle är Åbo, 18,3 km söder om Tarvavuori. I omgivningarna runt Tarvavuori växer i huvudsak barrskog.